# Demografiska statistikområden
Demografiska statistikområden (DeSO) är en regional indelning under nivån Sveriges kommuner. Indelningen har tagits fram av Statistiska centralbyrån och infördes 1 januari 2018. Syftet är att kunna ta fram statistikuppgifter för mindre områden och då även över tiden. Demografiska statistikområden ersätter de cirka 9 000 Small Areas for Market Statistics (SAMS) som skapades i mitten av 1990-talet.
Sverige delas med de demografiska statistikområdena in i knappt 6 000 områden som har mellan 700 och 2 700 invånare. Utgångspunkter för områdesindelningen har varit gränserna för kommunerna, valdistrikten samt större tätorter (över 1 000 invånare). Indelningen är tänkt att vara stabil över tid (minst 20 år), men det finns möjlighet att dela områden om de blir för stora befolkningsmässigt (överstiger 2 700 invånare).
De demografiska statistikområdena är av tre typer:
- A: till största delen utanför större befolkningskoncentrationer eller tätorter.
- B: tätortsområden som inte delas in i mindre områden. Runt existerande tätorter har ett område på 600 meter omkring och de bebyggelser inom detta områdena inkluderats och getts ett eget DeSO område, om invånarantalet överstiger 1000 och det inte är aktuellt indela dessa ytterligare, har färre än 2 700 invånare.
- C: Delområden inom stora tätorter. Här har valdistrikten varit mycket vägledande.

Koden byggs upp av län-kommunkod, typ enligt ovan, löpnummer och ett tecken som blir aktuellt användas om områden delas eller ändras.
Områdesgränserna är licensierade under CC0. Som stöd för att lokalisera statistikområdena används Regina.